# فرندل مجنح
الفَرَندل المُجَنَّح هو هي نوع نباتي من جنس الفَرندل في الفصيلة الحنائية.